# Pyrinia rutilaria
Pyrinia rutilaria là một loài bướm đêm trong họ Geometridae.